# Corinne Rey-Bellet
Corinne Rey-Bellet (ur. 2 sierpnia 1972 w Les Crosets, zm. 30 kwietnia 2006 tamże) – szwajcarska narciarka alpejska, wicemistrzyni świata.

## Kariera
Po raz pierwszy na arenie międzynarodowej pojawiła się w 1989 roku, startując na mistrzostwach świata juniorów w Aleyska, gdzie jej najlepszym wynikiem było 17. miejsce w zjeździe. Jeszcze dwukrotnie startowała na imprezach tego cyklu, najlepsze wyniki osiągając podczas mistrzostw świata juniorów w Zinal w 1990 roku, gdzie była czwarta w zjeździe i supergigancie.
W zawodach Pucharu Świata zadebiutowała 15 stycznia 1992 roku w Hinterstoder, zajmując 20. miejsce w gigancie. Tym samym już w swoim debiucie wywalczyła pierwsze pucharowe punkty. Na podium zawodów PŚ po raz pierwszy stanęła 21 marca 1992 roku w Crans-Montana, zajmując trzecie miejsce w tej samej konkurencji. W zawodach tych wyprzedziły ją jedynie Francuzka Carole Merle i Blanca Fernández Ochoa z Hiszpanii. Łącznie piętnaście razy stawała na podium, odnosząc pięć zwycięstw: 16 stycznia 1999 roku w St. Anton i 9 marca 2001 roku w Åre wygrywała supergiganty, a 19 stycznia 1999 roku w St. Anton, 15 stycznia 2000 roku w Altenmarkt i 2 marca 2002 roku w Lenzerheide była najlepsza w zjeździe. Najlepsze wyniki osiągnęła w sezonie 2001/2002, kiedy to w klasyfikacji generalnej zajęła siódme miejsce, a w klasyfikacji zjazdu była trzecia. Ponadto była też czwarta w klasyfikacji zjazdu w sezonie 1999/2000.
Na mistrzostwach świata w Sankt Moritz w 2003 roku wywalczyła srebrny medal w zjeździe. W zawodach tych lepsza była tylko Mélanie Turgeon z Kanady; drugie miejsce ex aequo ze Szwajcarką zajęła Austriaczka Alexandra Meissnitzer. Była też między innymi czwarta w zjeździe i kombinacji podczas mistrzostw świata w St. Anton w 2001 roku. Walkę o podium przegrała tam odpowiednio z Austriaczką Seliną Heregger oraz Włoszką Karen Putzer. W 1992 roku wystąpiła na igrzyskach olimpijskich w Albertville, zajmując siedemnaste miejsce w gigancie. W tej samej konkurencji wystartowała na igrzyskach w Lillehammer, jednak nie ukończyła rywalizacji. Podczas igrzysk olimpijskich w Nagano w 1998 roku zajęła 30. miejsce w zjeździe, a w supergigancie uplasowała się jedną pozycję niżej. Brała też udział w igrzyskach olimpijskich w Salt Lake City, zajmując między innymi piąte miejsce w zjeździe i dziewiąte w supergigancie.
W 2003 roku wycofała się ze startów z powodu kontuzji prawego kolana.
Rey-Bellet została zastrzelona 30 kwietnia 2006 roku w domu swoich rodziców w Les Crosets (kanton Valais) prawdopodobnie przez swojego męża, z którym rozstała się kilka dni wcześniej. W trakcie strzelaniny zginął również jej brat, a poważnie ranna została matka. Mąż narciarki, poszukiwany przez szwajcarską policję, został odnaleziony martwy 3 maja 2006 roku. Prawdopodobnie popełnił samobójstwo.

## Osiągnięcia

### Igrzyska olimpijskie
| Miejsce | Dzień     | Rok  | Miejscowość    | Konkurencja | Czas biegu | Strata | Zwyciężczyni       |
| ------- | --------- | ---- | -------------- | ----------- | ---------- | ------ | ------------------ |
| 17.     | 19 lutego | 1992 | Albertville    | Gigant      | 2:12,74    | +4,85  | Pernilla Wiberg    |
| DNF     | 24 lutego | 1994 | Lillehammer    | Gigant      | 2:30,97    | -      | Deborah Compagnoni |
| 31.     | 11 lutego | 1998 | Nagano         | Supergigant | 1:18,02    | +2,29  | Picabo Street      |
| 30.     | 16 lutego | 1998 | Nagano         | Zjazd       | 1:29,89    | +4,03  | Katja Seizinger    |
| 5.      | 12 lutego | 2002 | Salt Lake City | Zjazd       | 1:39,56    | +0,98  | Carole Montillet   |
| 9.      | 17 lutego | 2002 | Salt Lake City | Supergigant | 1:13,59    | +1,14  | Daniela Ceccarelli |
| 13.     | 22 lutego | 2002 | Salt Lake City | Gigant      | 2:30,01    | +3,42  | Janica Kostelić    |

### Mistrzostwa świata
| Miejsce | Dzień       | Rok  | Miejscowość       | Konkurencja | Czas biegu | Strata | Zwyciężczyni          |
| ------- | ----------- | ---- | ----------------- | ----------- | ---------- | ------ | --------------------- |
| 14.     | 10 lutego   | 1993 | Morioka           | Gigant      | 2:17,59    | +2,92  | Carole Merle          |
| 40.     | 14 lutego   | 1993 | Morioka           | Supergigant | 1:33,52    | +4,86  | Katja Seizinger       |
| 10.     | 12 lutego   | 1996 | Sierra Nevada     | Supergigant | 1:21,00    | +1,43  | Isolde Kostner        |
| 10.     | 18 lutego   | 1996 | Sierra Nevada     | Zjazd       | 1:54,06    | +1,29  | Picabo Street         |
| 8.      | 3 lutego    | 1999 | Vail/Beaver Creek | Supergigant | 1:20,53    | +0,93  | Alexandra Meissnitzer |
| 17.     | 7 lutego    | 1999 | Vail/Beaver Creek | Zjazd       | 1:48,20    | +1,99  | Renate Götschl        |
| 8.      | 8 lutego    | 1999 | Vail/Beaver Creek | Kombinacja  | 3:08,52    | +4,11  | Pernilla Wiberg       |
| 6.      | 11 lutego   | 1999 | Vail/Beaver Creek | Gigant      | 2:08,54    | +0,98  | Alexandra Meissnitzer |
| 6.      | 29 stycznia | 2001 | St. Anton         | Supergigant | 1:23,44    | +0,28  | Régine Cavagnoud      |
| 4.      | 2 lutego    | 2001 | St. Anton         | Kombinacja  | 2:55,65    | +3,78  | Martina Ertl          |
| 4.      | 6 lutego    | 2001 | St. Anton         | Zjazd       | 1:36,20    | +0,70  | Michaela Dorfmeister  |
| DNF2    | 9 lutego    | 2001 | St. Anton         | Gigant      | 2:19,01    | -      | Sonja Nef             |
| 7.      | 3 lutego    | 2003 | Sankt Moritz      | Supergigant | 1:27,48    | +0,67  | Michaela Dorfmeister  |
| 2.      | 9 lutego    | 2003 | Sankt Moritz      | Zjazd       | 1:34,30    | +0,11  | Mélanie Turgeon       |

### Mistrzostwa świata juniorów
| Miejsce | Dzień       | Rok  | Miejscowość | Konkurencja | Czas biegu | Strata | Zwyciężczyni          |
| ------- | ----------- | ---- | ----------- | ----------- | ---------- | ------ | --------------------- |
| 17.     | 5 kwietnia  | 1989 | Aleyska     | Zjazd       | 1:31,91    | +2,57  | Sabine Ginther        |
| 21.     | 6 kwietnia  | 1989 | Aleyska     | Supergigant | 1:20,69    | +3,46  | Sabine Ginther        |
| 23.     | 7 kwietnia  | 1989 | Aleyska     | Slalom      | 1:41,48    | +9,46  | Gabriela Zingre       |
| 4.      | 21 marca    | 1990 | Zinal       | Zjazd       | 1:25,48    | +0,80  | Swietłana Gładyszewa  |
| 4.      | 22 marca    | 1990 | Zinal       | Supergigant | 1:10,12    | +0,69  | Katja Seizinger       |
| 10.     | 24 marca    | 1990 | Zinal       | Slalom      | 1:06,79    | +3,96  | Katrin Neuenschwander |
| 22.     | 11 kwietnia | 1991 | Geilo       | Zjazd       | 1:08,87    | +1,52  | Céline Dätwyler       |
| 6.      | 12 kwietnia | 1991 | Geilo       | Gigant      | 2:09,95    | +0,84  | Sabina Panzanini      |
| 17.     | 14 kwietnia | 1991 | Geilo       | Slalom      | 1:20,21    | +4,77  | Urška Hrovat          |
| 8.      | 14 kwietnia | 1991 | Geilo       | Kombinacja  | ?          | ?      | Cornelia Meusburger   |

### Puchar Świata

#### Miejsca w klasyfikacji generalnej
- sezon 1991/1992: 64.
- sezon 1992/1993: 56.
- sezon 1993/1994: 65.
- sezon 1994/1995: 60.
- sezon 1995/1996: 52.
- sezon 1997/1998: 43.
- sezon 1998/1999: 10.
- sezon 1999/2000: 11.
- sezon 2000/2001: 8.
- sezon 2001/2002: 7.
- sezon 2002/2003: 15.

#### Miejsca na podium w zawodach
1. Crans-Montana – 21 marca 1992 (gigant) – 3. miejsce
2. St. Anton – 16 stycznia 1999 (supergigant) – 1. miejsce
3. St. Anton – 19 stycznia 1999 (zjazd) – 1. miejsce
4. Lake Louise – 27 listopada 1999 (zjazd) – 3. miejsce
5. Altenmarkt – 15 stycznia 2000 (zjazd) – 1. miejsce
6. Santa Caterina – 10 lutego 2000 (zjazd) – 3. miejsce
7. Bormio – 15 marca 2000 (zjazd) – 2. miejsce
8. Lake Louise – 24 listopada 2000 (supergigant) – 3. miejsce
9. Lake Louise – 1 grudnia 2000 (zjazd) – 3. miejsce
10. Semmering – 30 grudnia 2000 (gigant) – 2. miejsce
11. Åre – 9 marca 2001 (supergigant) – 1. miejsce
12. Lake Louise – 29 listopada 2001 (zjazd) – 3. miejsce
13. Sankt Moritz – 21 grudnia 2001 (zjazd) – 3. miejsce
14. Lenzerheide – 2 marca 2002 (zjazd) – 1. miejsce
15. Lake Louise – 7 grudnia 2002 (zjazd) – 2. miejsce